# Пиластро (Парма)
Пиластро (итал. Pilastro) је насеље у Италији у округу Парма, региону Емилија-Ромања.
Према процени из 2011. у насељу је живело 1091 становника. Насеље се налази на надморској висини од 172 м.